# Pourquoi j'ai pas mangé mon père
Pourquoi j'ai pas mangé mon père traduzido para o português como Muito à Frente, é um filme francês de comédia de aventura animado por computador de 2015 dirigido por Jamel Debbouze em colaboração com produtor Fred Fougea. O filme é baseado no livro de romance de 1960 Por que Almocei meu Pai, de Roy Lewis, a partir de um roteiro original de Fred Fougea e Jean-Luc Fromental. O enredo e as mensagens do filme, porém, têm pouca relação com o trabalho original.

## Sinopse
Edouard é o filho mais velho do rei dos símios. Mas devido por ser pequeno e fraco, ele é rejeitado por seu pai ao nascer, com medo da recepção de sua tribo. Edouard, portanto, cresceu longe de sua família. Com Ian, que se torna seu amigo, descobre o fogo, a caça, o habitat moderno, o amor e até a esperança. Generoso, ele chegará ao ponto de conduzir seu povo com brilho e humor para a verdadeira humanidade.

## Recepção
O filme recebeu críticas positivas na França, mas internacionalmente recebeu críticas negativas, muito por conta do Vale da estranheza. Recebeu nota 5.0 de 10.0 no IMDb.